# James Angus MacKinnon
Pour les articles homonymes, voir James MacKinnon et MacKinnon.
James Angus MacKinnon (4 octobre 1881-18 avril 1958), est un homme politique canadien de l'Alberta. Il est député fédéral libéral de la circonscription albertaine d'Edmonton-Ouest de 1965 à 1968 . Il est ministre dans les cabinets des premiers ministres Mackenzie King et Louis St-Laurent

## Biographie
Né à Port Elgin en Ontario, MacKinnon naît de parents d'origines écossaises.

## Carrière politique
Élu pour la première fois en 1935, il est réélu en 1940 et en 1945. Il ne se représente pas en 1949.
Il occupe plusieurs fonctions dans la cabinet dont ministre sans portefeuille, ministre du Commerce, ministre du Revenu, ministre des Ressources et des Mines (intérim), ministre des Pêcheries, des Mines et des Ressources. En tant que ministre du Commerce durant la Seconde Guerre mondiale, MacKinnon œuvre à orienter le marché canadien vers l'Amérique latine.
MacKinnon est nommé au Sénat du Canada en 1949 et représente pas division sénatoriale d'Edmonton. Pendant qu'il est sénateur, il occupe la fonction de ministre sans portefeuille dans le cabinet de Louis St-Laurent de 1949 à 1950. Il meurt en fonction en 1958.
Il reçoit un doctorat honorifique de l'Université de l'Alberta en 1948.

## Archives
Un fonds d'archives James Angus MacKinnon est disponible à Bibliothèque et Archives Canada.